# Paratrichocladius pierfrancescoi
Paratrichocladius pierfrancescoi är en tvåvingeart som beskrevs av Rossaro 1990. Paratrichocladius pierfrancescoi ingår i släktet Paratrichocladius och familjen fjädermyggor.
Artens utbredningsområde är Italien. Inga underarter finns listade i Catalogue of Life.